# 謎 (單曲)
《謎》为小松未歩的首张单曲。

## 概要
- 本曲与动画《名侦探柯南》有相乘效果，首张单曲在公信榜上榜最高9位，也是自己最高的发售记录。从在动画中连续使用约1年的时间，到公信榜连续上榜约8个月，此曲记录了自己最长时间的上榜记录。
- 动画中的版本和收录于CD中的版本有差异。
- 在该动画和剧场版《名侦探柯南：世紀末的魔术师》中，有少年侦探团的成员哼唱此曲的镜头。
- 初期生产盘和通常生产盘在背面上有所不同。

## 收录曲
1. 謎
  - 作詞・作曲:小松未歩 / 編曲:古井弘人

读卖电视台・日本电视台全国动画《名侦探柯南》片头曲（1997年4月7日 - 1998年3月23日）
在1997年8月，发售了收录该曲混音版『Double Front Project Remix Feat. MIHO KOMATSU "NAZO"』的黑膠唱片。已絕版。
2004年，JEWELRY将此单曲作为「謎 (Korean TV Version)」演唱（2005年作为单曲《Superstar》的附属曲收录。在韓国没有发售CD，只在《名侦探柯南》的韩国版动画中公开该曲），2006年，愛内里菜&三枝夕夏 （chorus：sparkling☆point）将该曲作为「謎 -rearrange version-」演唱（在同年将其作为单曲《100扇门》的附属曲收录），此后进行了各种翻唱，包括在2015年由女子團體La PomPon翻唱，並成為名偵探柯南第41期片頭曲。
2. 言葉にできない
  - 作詞・作曲:小松未歩 / 編曲:古井弘人

名古屋电视台劇集《吉本御前大人派對》片尾曲。
3. 謎 （Instrumental）
4. 言葉にできない （Instrumental）

## 收录专辑
- 謎（#1）
- THE BEST OF DETECTIVE CONAN ～名偵探柯南 主題曲集～（#1）
- COUNTDOWN BEING（#1）
- 小松未歩 ベスト 〜once more〜（#1）
- BEST HIT BEING（#1）
- GIZA studio presents -Girls-（#1）

| 动画《名侦探柯南》片头曲 1997年4月7日 - 1998年3月23日 |                 |                             |
| 前作: VELVET GARDEN 《Feel Your Heart》               | 小松未歩 《謎》 | 次作: ZARD 《转动命运之轮》 |